# Szpital św. Pawła w Barcelonie

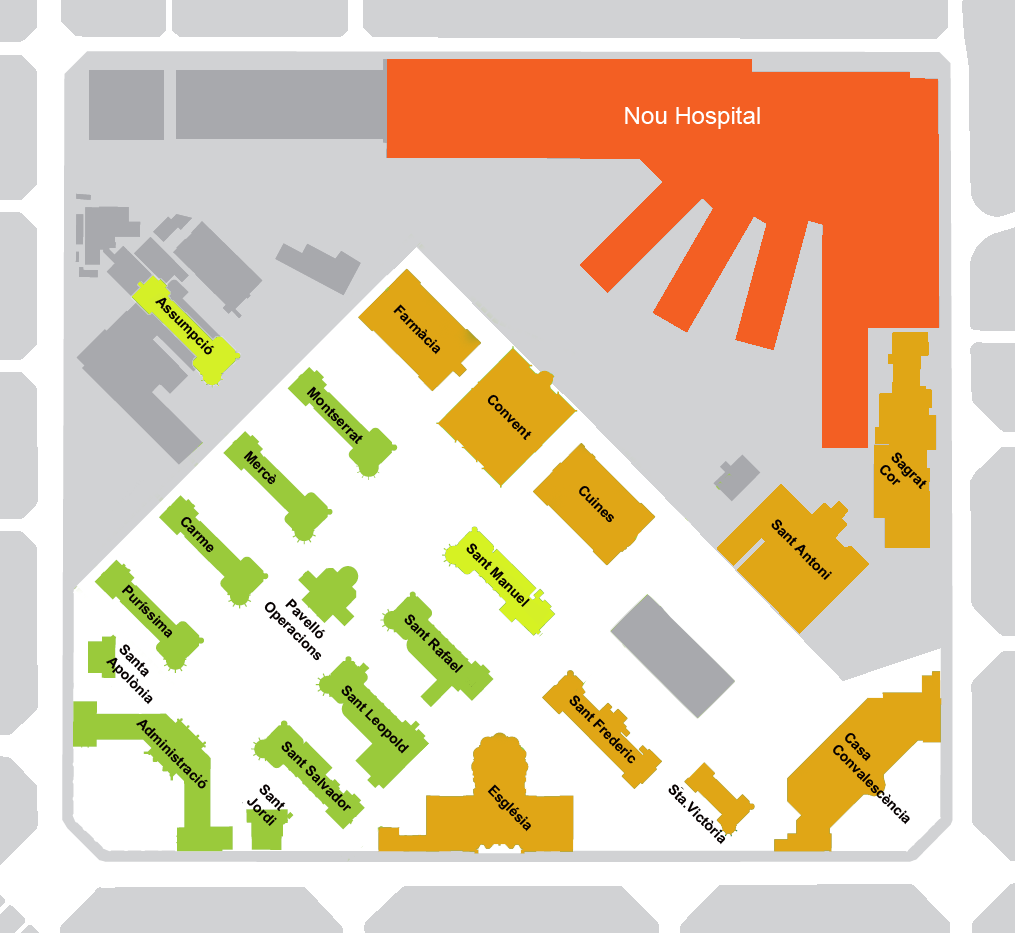
Plan zabudowań szpitala Sant Pau w Barcelonie. Kolorami oznaczono: zielonym – secesyjne zabudowania według projektu L. Domènecha i Montanery z lat 1902–1914; jasnożółtym – modernistyczne pawilony według projektu P. Domènecha i Roury z lat 1922–1926; ciemnożółtym – klasyczne zabudowania P. Domènecha i Roury z lat 1926–1929; szarym – budynki pomocnicze z końca XX w.; pomarańczowym – nowe zabudowania z XXI w. Białym kolorem oznaczono obszar przewidziany do stylowej restauracji

Szpital św. Pawła w Barcelonie (właśc. szpital św. Krzyża i św. Pawła, kat. L'Hospital de la Santa Creu i Sant Pau) – zespół budynków w barcelońskiej dzielnicy Eixample, zaprojektowanych w głównej części przez Lluisa Domènecha i Montanera, jednego z najważniejszych przedstawicieli katalońskiej secesji, a w uzupełnieniu – przez jego syna Pere Domènecha i Rourę.

## Historia
Początki placówki sięgają roku 1401, kiedy połączono sześć istniejących wówczas szpitali. Nową lecznicę nazwano wówczas Szpitalem św. Krzyża (Hospital de la Santa Creu). 
Pod koniec XIX wieku znaczny rozwój miasta oraz postępy w medycynie sprawiły, że konieczne stało się rozbudowanie szpitala. Zaplanowano postawienie nowego budynku, którego sfinansowanie zapowiedział bankier Pau Gil. Budowa rozpoczęła się 18 stycznia 1902 i trwała 18 lat, z przerwami spowodowanymi brakiem środków. Wreszcie w 1930 udało się ukończyć inwestycję. Na prośbę sponsora do nazwy szpitala dodano jego patrona, św. Pawła. Pełna nazwa brzmiała więc Szpital św. Krzyża i św. Pawła. Współcześnie pomija się pierwszą część nazwy.

## Budowla
Zespół zaprojektowano na dziewięciu kwartałach ulic w dzielnicy Eixample, na kwadratowej działce o wymiarach 300 na 300 metrów. Składa się z budynku głównego, przeznaczonego na administrację, i 27 pawilonów. Wszystkie budynki połączone są podziemnymi korytarzami, przystosowanymi do transportu chorych. Urządzenia techniczne pozostawiono na zewnątrz, dla łatwiejszej obsługi i konserwacji.
Pośród budynków wyróżnia się przede wszystkim siedziba administracji, do której prowadzą szerokie schody. Po obu stronach położone są biblioteka i sekretariat. W wydzielonej części mieści się kościół. Interesujące są również wszystkie pawilony, szczególnie, że każdy z nich różni się od pozostałych.
Przy budowie szpitala Domènecha wspomagali inni katalońscy artyści – rzeźbiarze Eusebi Arnau i Pau Gargallo, malarz i autor mozaik Francesc Labarta oraz kowal Josep Perpinyà.
Wraz z upływem lat szpital wzbogacał się o kolejne budynki, spośród których wyróżnia się Instytut Urologii. Zaplanowano kolejny, duży budynek, który stanie na skraju kompleksu.
W 1997 szpital znalazł się na liście światowego dziedzictwa UNESCO.

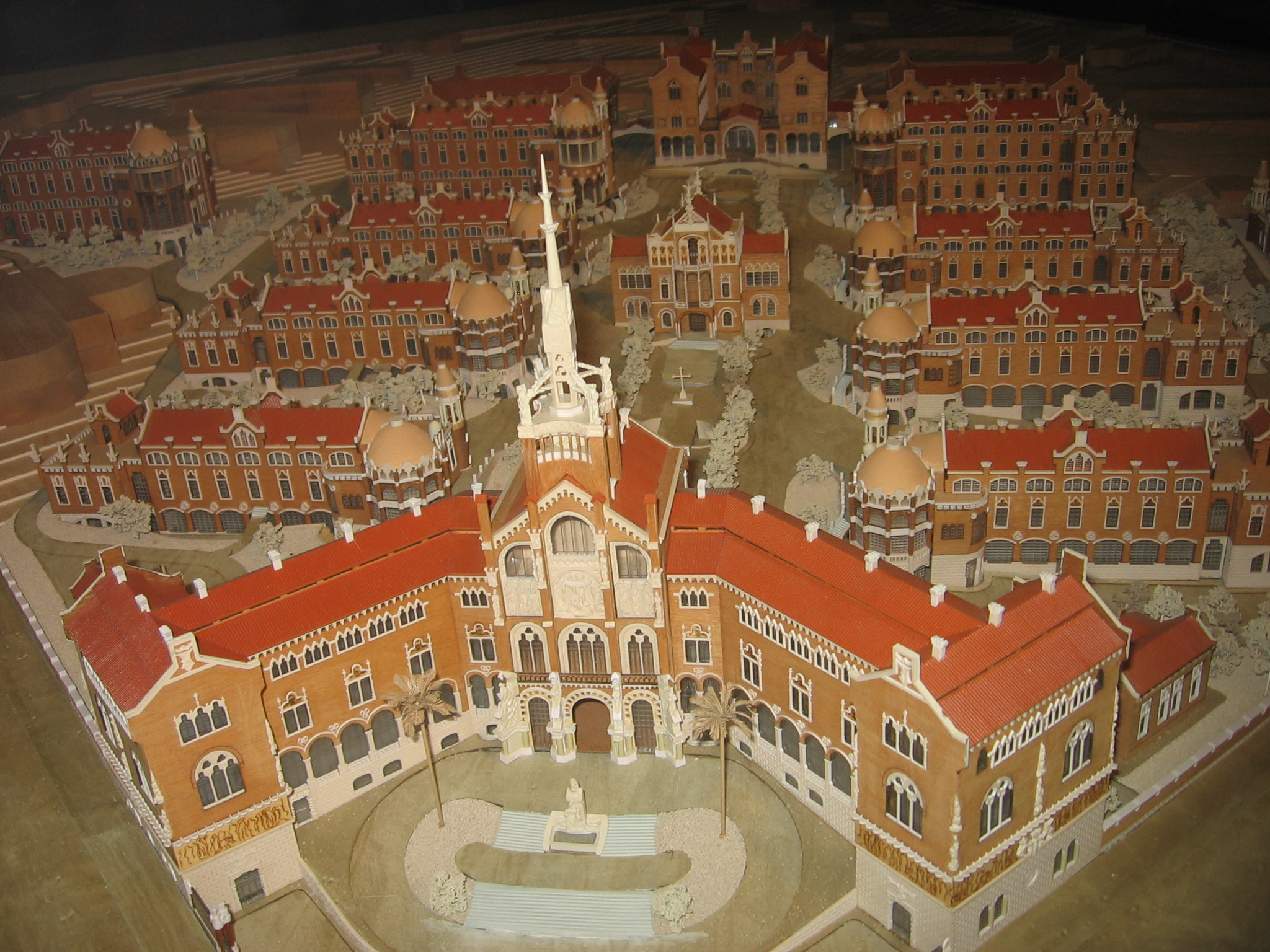
Makieta szpitala, znajdująca się w Muzeum Historii Katalonii w Barcelonie

## Galeria

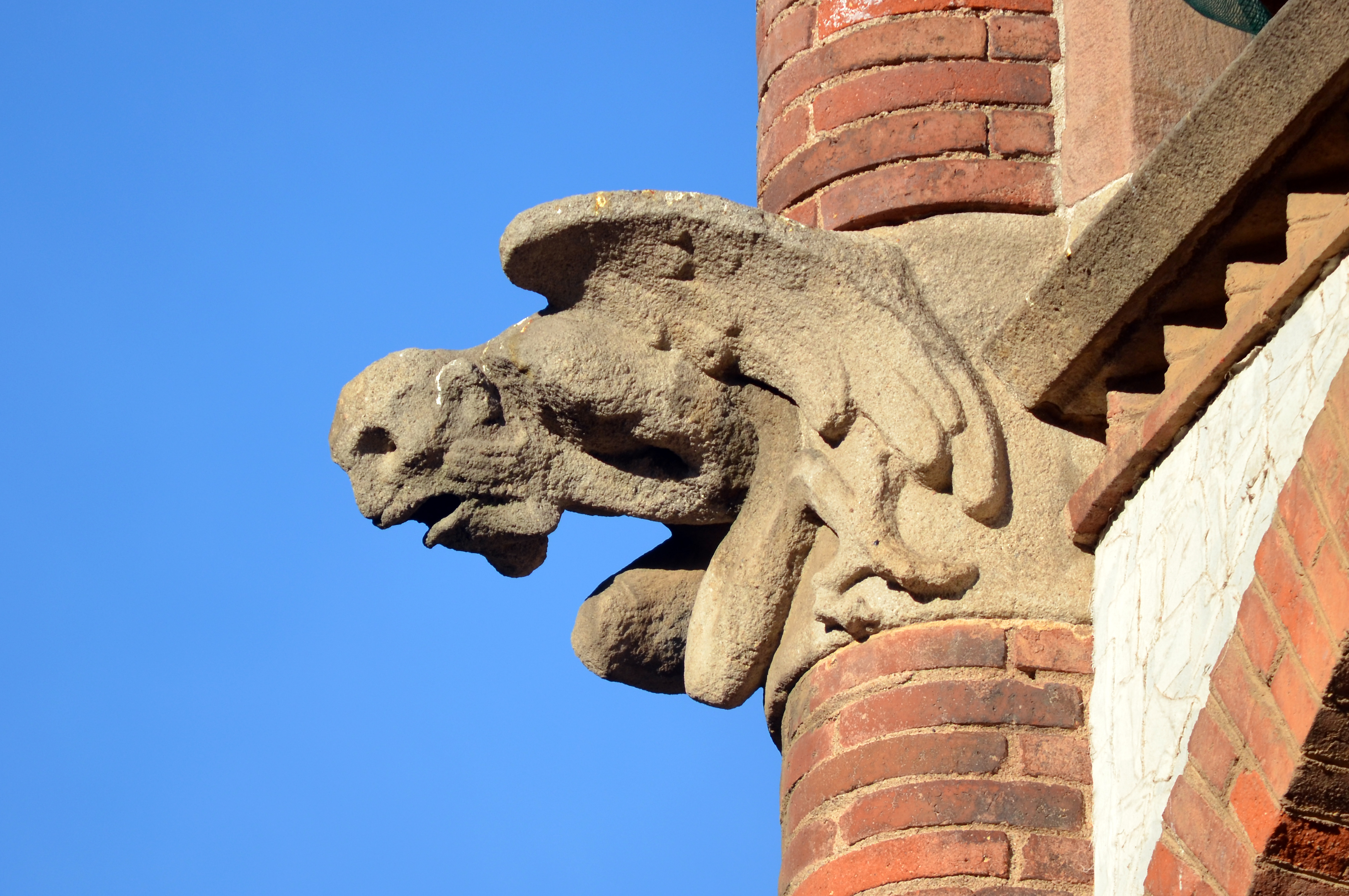
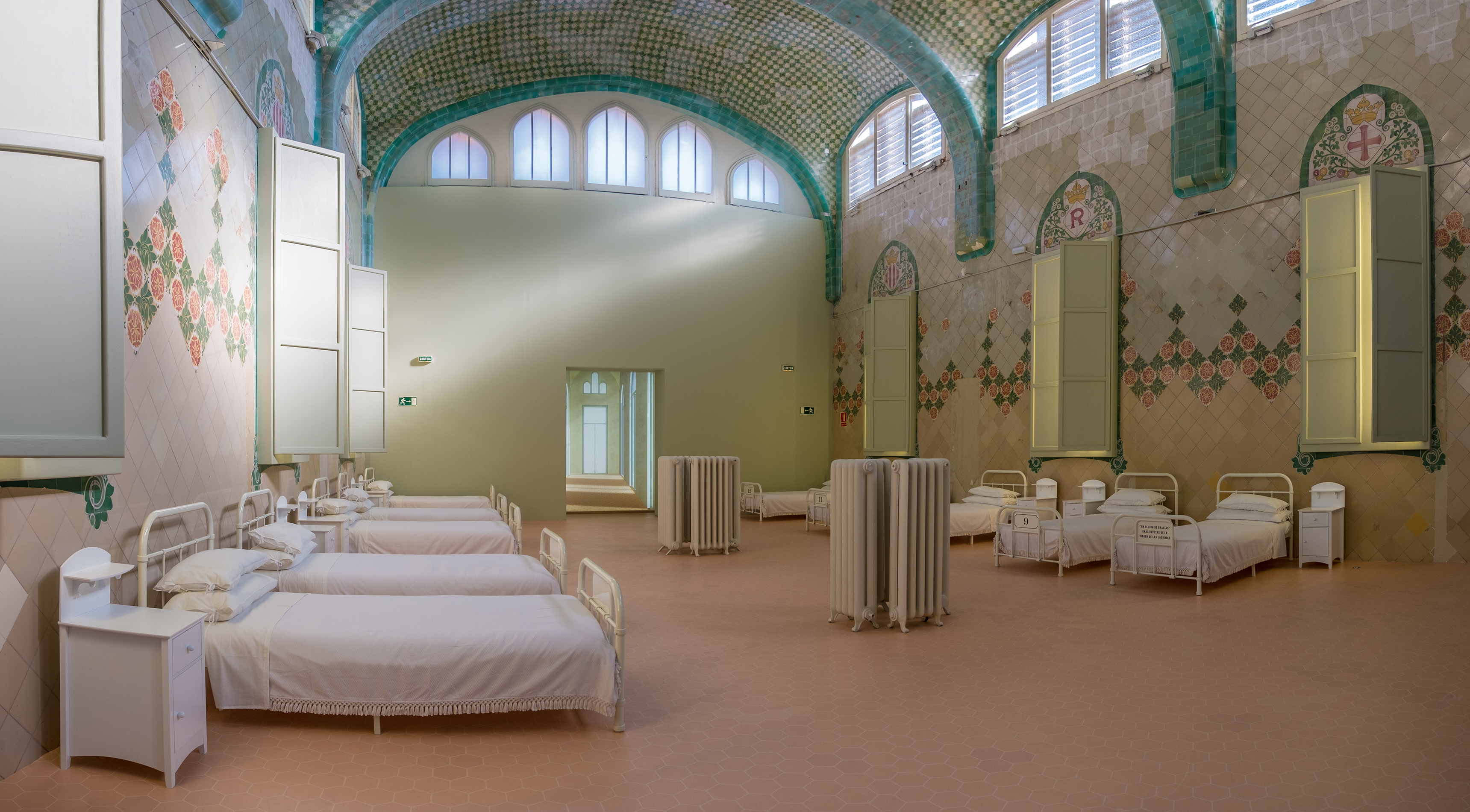
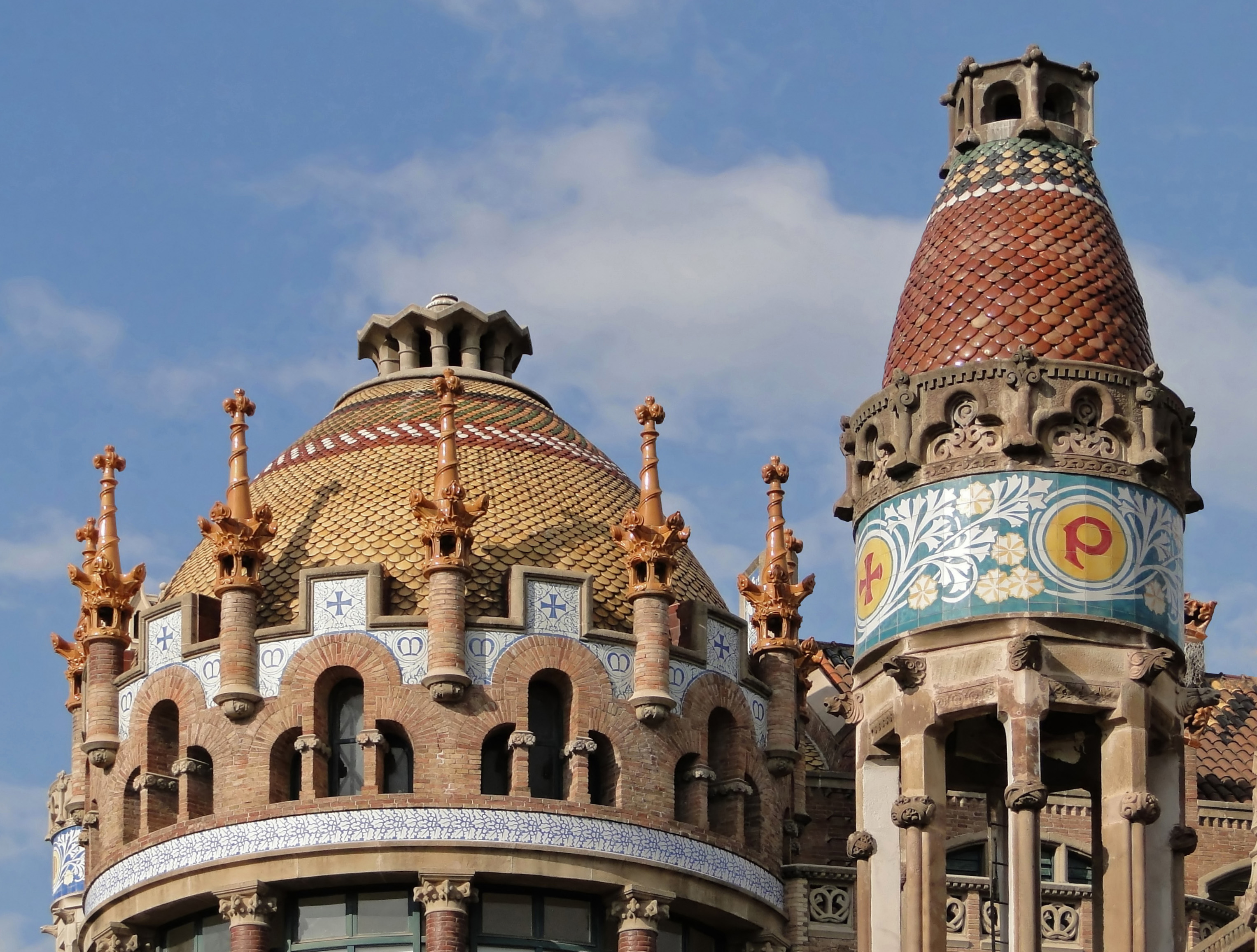
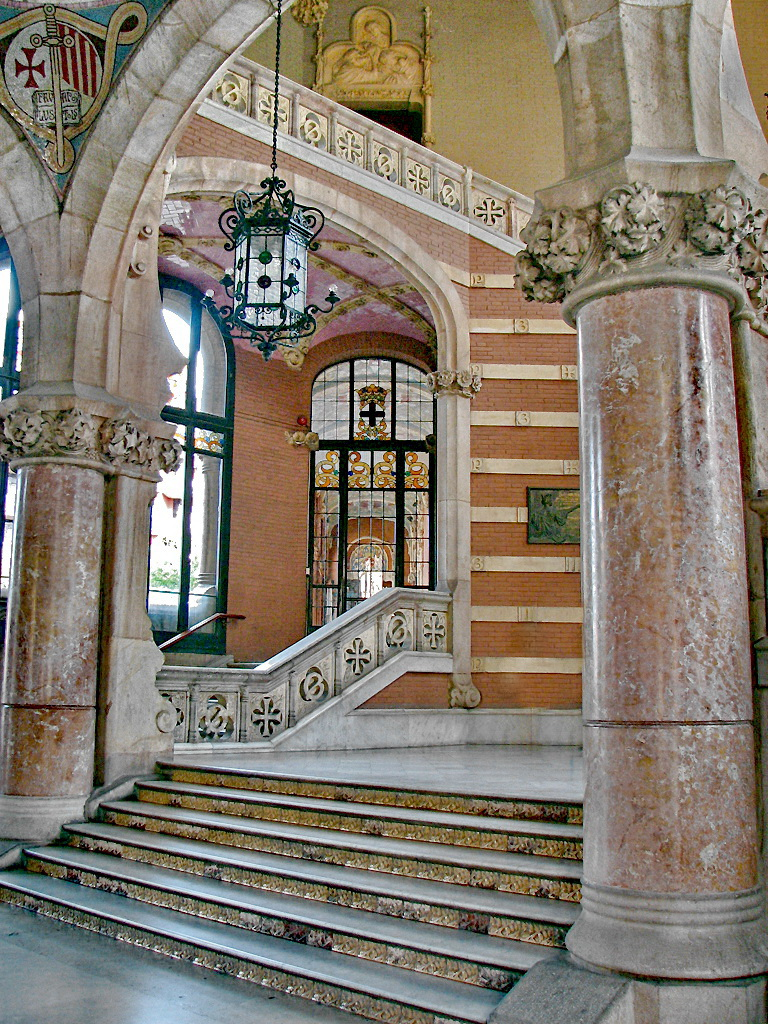
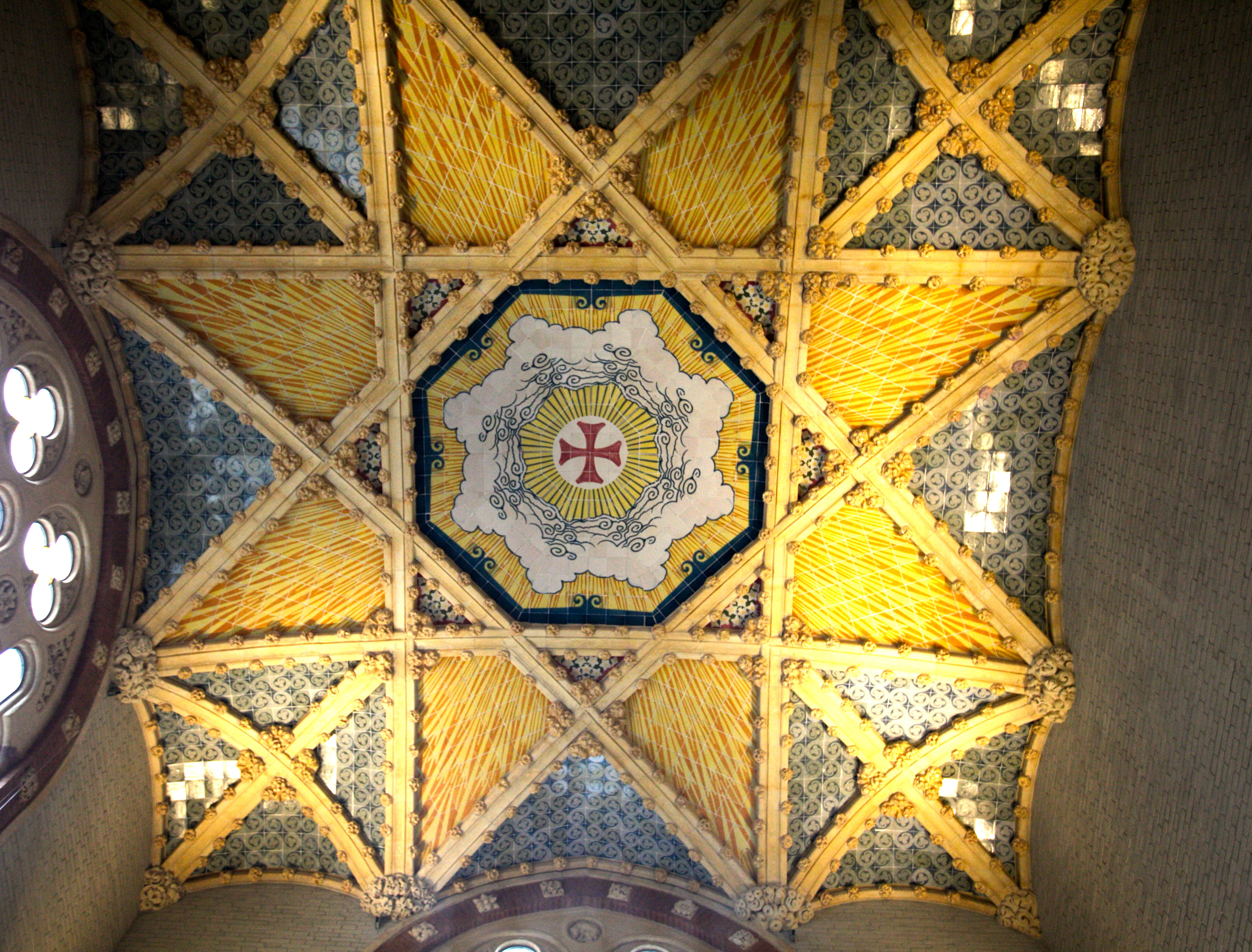
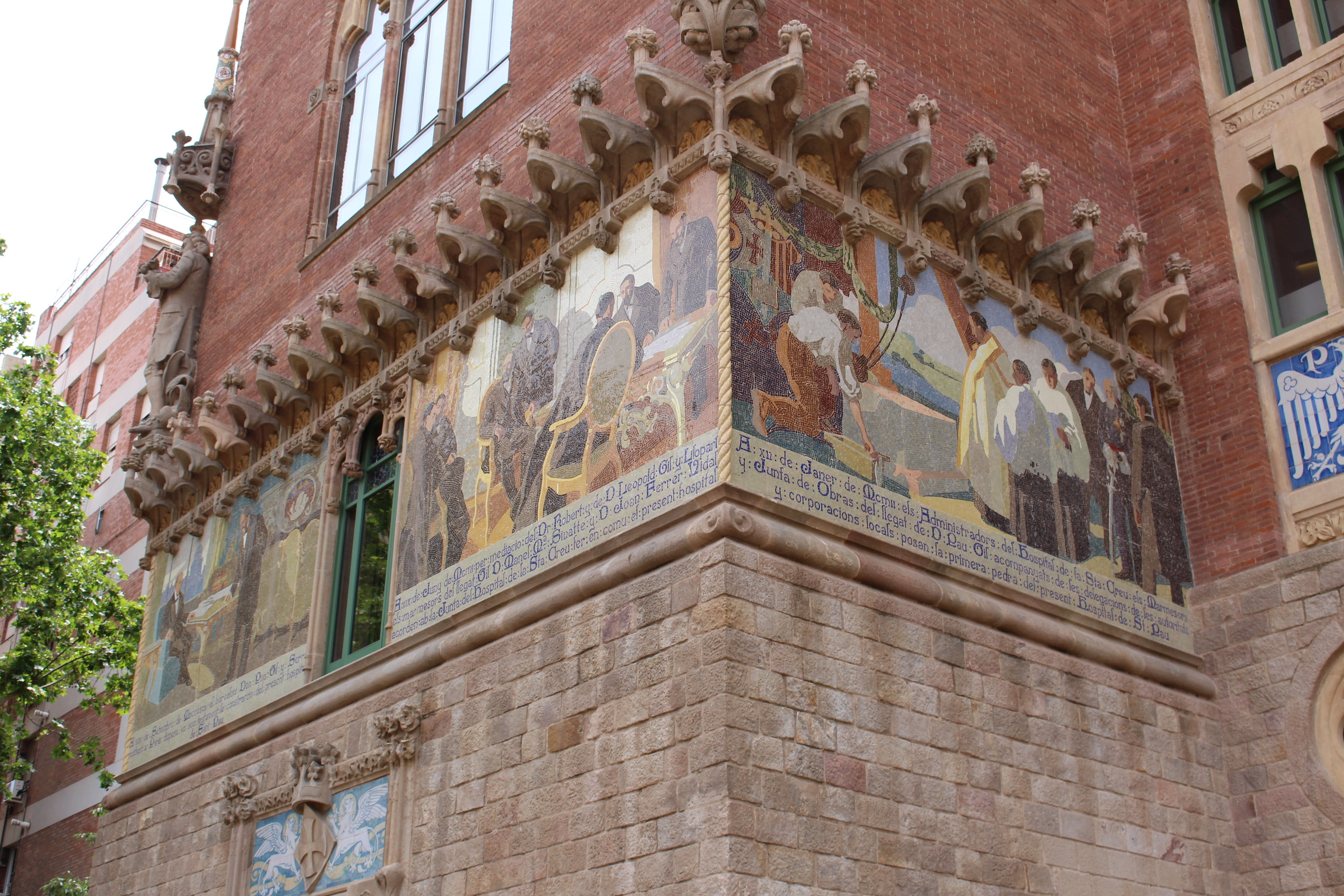